# Кундыш (посёлок)
Кундыш — посёлок в Медведевском районе Марий Эл Российской Федерации. Входит в состав Кундышского сельского поселения.
Численность населения — 35 человек (2020 год).

## География
Располагается в 4 км от административного центра сельского поселения — посёлка Силикатный.

## Население
| 2010 | 2011 | 2012 | 2013 | 2015 | 2017 | 2018 |
| ---- | ---- | ---- | ---- | ---- | ---- | ---- |
| 21   | ↘12  | →12  | ↗22  | ↗23  | ↗29  | →29  |
| 2019 | 2020 |      |      |      |      |      |
| ↗35  | →35  |      |      |      |      |      |

Национальный состав на 1 января 2017 г.:
| Национальность | Численность, чел. | Доля    |
| -------------- | ----------------- | ------- |
| всего          | 29                | 100,0 % |
| Марийцы        | 7                 | 25 %    |
| Русские        | 21                | 58,3 %  |
| Татары         | 1                 | 16,7 %  |

## Описание
Улично-дорожная сеть посёлка имеет грунтовое покрытие. Жители проживают в индивидуальных домах, не имеющих централизованного водоснабжения и водоотведения. Посёлок не газифицирован.